# Sweet Emma Barrett
 'Sweet' Emma Barrett (New Orleans, 25 maart 1897 – Metairie (Louisiana, 28 januari 1983) was een Amerikaanse autodidactische jazzzangeres en -pianiste, die tussen 1923 en 1936 met het Original Tuxedo Orchestra werkte, eerst onder Papa Celestin, daarna onder William Ridgely. Ze werkte ook samen met Armand J. Piron, John Robichaux, Sidney Desvigne en de Preservation Hall Jazz Band.

## Biografie
Haar vader was kapitein William B. Barrett, van wie ze zei dat hij tijdens de burgeroorlog voor het noorden vocht. Op 7-jarige leeftijd begon ze piano te spelen. In de vroege jaren 1920 trad Barrett toe tot het Original Tuxedo Jazz Orchestra van Oscar Celestin. In 1928, toen de band van Celestin uit elkaar ging, speelde ze de volgende 10 jaar af en toe muziek met het Tuxedo Jazz Orchestra van Bebe Ridgeley.
In 1947 aanvaardde ze een vaste baan bij Happy Landing, een plaatselijke club in Pecaniere, Louisiana, maar het was haar opnamedebuut in 1961, met haar eigen album New Orleans: The Living Legends bij Riverside Records, dat haar erkenning bracht. Hoewel de meeste nummers op het album instrumentaal waren, bevatten anderen vocalen van Barrett die de albumnotities omschreef als haar eerste opnamen als zangeres.
Ze kreeg de bijnaam "Bell Gal" omdat ze een rode schedelkap droeg en kousenbanden met kerstklokken die in de maat rinkelden op haar muziek. Ze stond op de cover van het tijdschrift Glamour en er werd over geschreven in publicaties in de Verenigde Staten en Europa. Ze toerde met de Preservation Hall Jazz Band in binnen- en buitenland, waaronder een periode in Disneyland in 1963.
Ondanks de populaire bekendheid die ze kreeg tijdens concerten en buitenlandse optredens, bleef Barrett zich het meest op haar gemak voelen in haar geboortestad New Orleans, vooral in de Franse wijk. In 1963, op haar album The Bell Gal and Her Dixieland Boys Music, zingt Barrett op vier van de acht nummers en leidt ze twee overlappende groepen. Ze wordt vergezeld door banjospeler Emanuel Sayles, bassist Placide Adams en drummer Paul Barbarin, en vier nummers met trompettist Alvin Alcorn, trombonist Jim Robinson en klarinettist Louis Cottrell jr. Bij de overige vier nummers speelden trompettist Don Albert, trombonist Waldren Joseph en klarinettist Raymond Burke.
Al met al geeft deze groep luisteraars een goede voorbeeld van het geluid van New Orleans jazz rond 1963 en is het een van de weinige opnamen van Barrett, meestal zonder de vaste leden van wat de Preservation Hall Jazz Band zou worden (met uitzondering van Robinson en Sayles). De ensemble-georiënteerde vertolkingen van nummers als Big Butter and Egg Man, Bogalusa Strut en Take Me Out to the Ball Game werden met plezier en vreugde weergegeven.
De Preservation Hall Jazz Band had een korte inbreng in de film The Cincinnati Kid uit 1965, waarin Barrett als zangeres en pianiste van de band speelde en een close-up van haar insloot.
In 1967 kreeg ze een beroerte waardoor haar linkerzij verlamd raakte, maar ze bleef werken en af en toe opnemen. Ze speelde muziek tot haar dood in 1983.

## Overlijden
Sweet Emma Barrett overleed in januari 1983 op 85-jarige leeftijd in het Bonnabel Hospital in Metairie.

## Discografie
- 1960: Sweet Emma, Riverside
- 1961: The Bell Gall and her Dixieland Boys Music, Riverside (met Emanuel Sayles, Placide Adams, Paul Barbarin, Alvin Alcorn, Jim Robinson, Louis Cottrell jr., Don Albert, Frog Joseph, Raymond Burke)
- 1963: Sweet Emma Barrett and her New Orleans Music, Southland
- 1964: Sweet Emma Barrett and her Preservation Jazz Band, Preservation Hall
- 1968: Sweet Emma Barrett and her Original Tuxedo Jazz Band at Dixieland Hall, Riverside